# Мак Куваева
Мак Куваева (лат. Papaver kuvajevii) — вид травянистых растений рода Мак (Papaver) семейства Маковые (Papaveraceae).
Вид назван в честь ботаника Владимира Борисовича Куваева.

## Ботаническое описание
Рыхлодерновинные многолетники. Листья на длинных тонких черешках; пластинки их 1,5—4 см длиной и до 2 см шириной, голые или с редкими светлыми щетинками, просто- или почти дважды-перисторассечённые; сегменты расставленные, продолговатые или продолговато-яйцевидные, нижние обычно на черешках и надрезанно-лопастные, на верхушке туповатые.
Цветоносы 10—40 см высотой, тонкие, прямые или изогнутые, более-менее опушенные полуотстоящими или прижатыми светло-рыжими волосками, иногда почти голые. Бутоны продолговато-овальные до почти округлых, 0,6—1 см длиной, 0,5—0,9 см шириной, голые или с единичными рыжеватыми волосками. Цветки 3—4 см диаметром, оранжевые. Тычинки многочисленные, в 1,5 раза превышают завязь. Коробочки 1—1,3 см длиной, 0,6—0,7 см шириной, удлиненно-продолговатые, суженные к основанию, голые или с немногими светлыми щетинками в верхней части. Пленчатое соединение в углах между лучами диска неполное.
Число хромосом 2n = 14.

### Родство
Близок к  (Papaver stubendorfii Tolm.), от которого отличается несколько более крупными, почти голыми чашелистиками и коробочками, почти голыми листьями с тупыми дольками, неполным пленчатым соединением лучей диска.

## Распространение
Эндемик Хемчикского хребта (Западный Саян): Красноярский край и Республика Тыва; в единичных экземплярах был замечен на скалах залива Загли (остров Ольхон, озеро Байкал).

## Охрана
Внесён в Красную книгу Красноярского края. Охраняется на территории заповедников: Саяно-Шушенского и Убсунурская котловина. Интродуцирован в Центральном сибирском ботаническом саду.